# بلايني بوير
بلايني بوير (بالإنجليزية: Blaine Boyer) هو لاعب كرة قاعدة أمريكي، ولد في 11 يوليو 1981 في أتلانتا في الولايات المتحدة.

## وصلات خارجية
- بلايني بوير على موقع دوري كرة القاعدة الرئيسي (الإنجليزية)
- بلايني بوير على موقع الدوري الياباني لكرة القاعدة (الإنجليزية)
- بلايني بوير على موقعبيزبول رفرنس.كوم (الدوري الرئيسي) (الإنجليزية)
- بلايني بوير على موقعبيزبول رفرنس.كوم (الدوري الثانوي) (الإنجليزية)
- بلايني بوير على موقع إي إس بي إن.كوم (أم.أل.بي) (الإنجليزية)
- بلايني بوير على موقع مشجعي الرسوم البيانية (الإنجليزية)